# مجمع حمامات سيدي حرازم
مجمع حمامات سيدي حرازم هو مجمع حمامات حرارية مبني  على طراز العمارة الوحشية ، ويقع في منطقة سيدي حرازم ، قرب مدينة فاس ، في المملكة المغربية. تعود ملكية هذا المجمع إلى مؤسسة صندوق الإيداع والتدبير CDG. تم تصميمه المهندس المعماري جان فرانسوا زيفاكو بين عامي 1960 و1975.

## أعمال الترميم والأنشطة المجتمعية المرتبطة به:
قبل بدء أعمال التشييد في عام 1958، طُلب من المجتمعات القروية  التي كانت تقطن  في هذه المنطقة ، الانتقال إلى أماكن جديدة لإفساح المجال لبناء هذه الوجهة  السياحية الجديدة.
في عام 2017، حازت عزيزة شاؤني وفريقها من المهندسين المعماريين والمهندسين والباحثين والمصورين بمنحة قدرها 150 ألف دولار من مؤسسة جيتي ‏ بهدف ترميم المجمع وتطوير المنطقة المحيطة به، في يوليو 2021، نشرت مؤسسة جيتي تقريرا حول مسار الترميم والحملة المصاحبة لها و التي استهدفت إشراك المجتمعات المحلية في المشروع. ومن بين الأنشطة الأخرى، ، بادرت الشاوني في بناء سوق جديد بالقرب من مجمع المنتجع الصحي لاستيعاب أصحاب الأكشاك والباعة المتجولين غير الرسميين الذين فقدوا سوقهم السابق نتيجة حريق.

## السياحة
تشكل حمامات سيدي حرازم مقصدا سياحيا للساكنة متوسطة الدخل ، كما ينعش الإقبال عليها خاصة في  الصيف اقتصاد “الحامة”، سواء بمحيطها أو بدوار السخينات المجاور، الذي يستغل سكانه الفرصة لتحويل منازلهم إلى غرف للكراء لفائدة الزوار بأثمان متفاوتة، لكنها تبقى في متناول كل الطبقات الاجتماعية.